# 茂木城
茂木城（もてぎじょう）は、栃木県芳賀郡茂木町にあった中世の日本の城。宇都宮氏の支族であった茂木氏の居城であった。

## 歴史・沿革
1180年（治承4年）宇都宮宗綱の次男・八田知家は源頼朝の蜂起に際の勲功によって、頼朝より茂木保の地頭職に補任される。
1192年（建久3年）に知家は三男・知基に地頭職を譲り茂木氏を名乗らせた。その茂木知基によって、建久年間（1190年 - 1199年）に築城される。
1556年に佐竹氏に攻められ茂木氏はこれに臣従、以後佐竹氏の影響下に入る。
1585年（天正13年）には天谷場の合戦で北条氏・結城氏らの連合軍によって1度は城を落とされているが、佐竹氏の援軍を得て奪回している。
1594年（文禄3年）に佐竹義重の命によって茂木氏16代・茂木治良は小川城へと移り、茂木氏の支配が終わる。
1595年（文禄4年）に佐竹氏に属する須田治則が城主となる。
1610年（慶長15年）に佐竹氏が秋田に移封となり、代わって細川興元が茂木に入り、城下に陣屋を設けたため廃城となった。

### 現在の状況
現在の茂木城跡は城山公園となっていて、曲輪・土塁・空堀が見られる。また、斜面の木々は間伐されており、良好な形状で保たれている。

## 構造
茂木城は山城である。